# Aleksandra Zworygina
Aleksandra Zworygina, ros. Александра Зворыгина (ur. 7 stycznia 1991 w Głazowie) – rosyjska łyżwiarka figurowa reprezentująca Polskę, startująca w parach tanecznych z Maciejem Bernadowskim. Uczestniczka mistrzostw świata i Europy, trzykrotna mistrzyni Polski (2011–2013). Zakończyła karierę sportową w 2013 roku.

## Osiągnięcia
Z Maciejem Bernadowskim (Polska)
| Zawody                    | 10–11          | 11–12          | 12–13          |                |                |                |                |                |                |                |                |                |                |                |                |                |                |
| Międzynarodowe            | Międzynarodowe | Międzynarodowe | Międzynarodowe | Międzynarodowe | Międzynarodowe | Międzynarodowe | Międzynarodowe | Międzynarodowe | Międzynarodowe | Międzynarodowe | Międzynarodowe | Międzynarodowe | Międzynarodowe | Międzynarodowe | Międzynarodowe | Międzynarodowe | Międzynarodowe |
| ------------------------- | -------------- | -------------- | -------------- | -------------- | -------------- | -------------- | -------------- | -------------- | -------------- | -------------- | -------------- | -------------- | -------------- | -------------- | -------------- | -------------- | -------------- |
| Mistrzostwa świata        |                | 29             |                |                |                |                |                |                |                |                |                |                |                |                |                |                |                |
| Mistrzostwa Europy        |                | 27             |                |                |                |                |                |                |                |                |                |                |                |                |                |                |                |
| International Cup of Nice |                | 9              | 9              |                |                |                |                |                |                |                |                |                |                |                |                |                |                |
| Memoriał Ondreja Nepeli   |                | 9              | 10             |                |                |                |                |                |                |                |                |                |                |                |                |                |                |
| NRW Trophy                |                | 11             |                |                |                |                |                |                |                |                |                |                |                |                |                |                |                |
| Krajowe                   |                |                |                |                |                |                |                |                |                |                |                |                |                |                |                |                |                |
| Mistrzostwa Polski        | 1              | 1              | 1              |                |                |                |                |                |                |                |                |                |                |                |                |                |                |